# 语法家 (希腊罗马世界)
在古希腊和古罗马时期，语法家（拉丁語：grammaticus，音译“格拉马提库斯”）是指为学习过基础希腊语和拉丁语的青少年提供进阶教学的教师。语法家教授荷马和维吉尔等古代诗人的作品，培养学生对语言的掌握。此后，语法家的词源“grammaticus”还有了“抄写员”、“秘书”之类的含义，亦是约翰七世和尼古拉斯三世等君士坦丁堡普世牧首的绰号。
一些语法家出身卑微，但在罗马世界获得了崇高的地位，享受着优待。通过辅导富人的孩子，语法家可以结识罗马的名门望族。一些著名的语法家最初是以俘虏的身份被带到罗马的。苏埃托尼乌斯的《著名语法家传》（De Illustribus Grammaticis）中讲述的20名语法家中有12名曾是奴隶。